# Hôtel de Lantivy, puis de Chemellier
L'Hôtel de Lantivy, puis de Chemellier est un hôtel particulier du XVIIIe siècle situé 22 boulevard de la Résistance et de la Déportation, dans la ville d'Angers, en Maine-et-Loire.